# Chikkyō Ono
Chikkyō Ono (jap. 小野 竹橋 Ono Chikkyō), właśc. Hidekichi Ono (jap. 小野 英吉 Ono Hidekichi); ur. 20 listopada 1889, zm. 10 maja 1979 – japoński malarz.
Urodził się w Kasaoce w prefekturze Okayama. Jego rodzina prowadziła sklep ze słodyczami i wytwórnię napojów. Jego dziadek Tan’an był malarzem nanga, zaś brat Chikuto studiował u Seihō Takeuchiego. W 1903 roku dołączył do brata jako uczeń Takeuchiego. Wraz z innymi młodymi malarzami japońskimi powołał do życia stowarzyszenie Kokuga Sōsaku Kyōkai (国画創作協会), stawiające sobie za cel poszukiwanie nowych środków wyrazu artystycznego. W 1921 roku odbył podróż do Europy. Tworzył pejzaże w stylu nihonga, świadom jednak ograniczeń jego konwencji czerpał silnie z wpływów Cézanne’a i postimpresjonistów. W 1947 roku został członkiem Japońskiej Akademii Sztuki (Nihon Geijutsu-in).
W 1968 roku został odznaczony Orderem Kultury. W 1982 w jego rodzinnej Kasaoce otwarto poświęcone artyście muzeum.